# Önz
Die Önz ist ein rund 25 km langer rechter Nebenfluss der Aare im Schweizer Kanton Bern. Sie entwässert einen Abschnitt des Berner Mittellandes und gehört zum Einzugsbereich des Rheins. Das Einzugsgebiet der Önz hat eine Fläche von etwa 96 km².

## Name
Im Jahr 1432 wurde der Fluss als Óntz erstmals schriftlich erwähnt. Vermutlich wurde beim ursprünglichen germanischen Flussnamen *A(g)wnō (zu germanische *a(g)w- 'Wasser') das Suffix -itja- angestellt.

## Geographie

### Verlauf
Das Quellgebiet der Önz befindet sich auf dem Gemeindeboden von Affoltern im Emmental, auf rund 760 m ü. M. im Molassehügelland östlich der Lueg. Der Quellbach wird Chappelenbach genannt und fliesst zunächst in nördlicher, später immer mehr in westlicher Richtung durch ein Erosionstal. Dabei nimmt er von beiden Seiten zahlreiche kurze Seitenbäche auf, die mit ihren Tälern dem Hügelgebiet der Buchsi- und Wynigenberge das charakteristische Relief mit steilen, oft bewaldeten Hängen und vorspringenden Kämmen («Eggen») verleihen.
Bei Wynigen erreicht der Chappelenbach das Wynigental. Hier wird bei Niedrigwasser etwa ein Drittel der Wassermenge zum Wynigenbach abgeleitet, der zum Einzugsgebiet der Ösch gehört. Der Chappelenbach wendet sich im Bereich des Dorfes nach Nordnordosten und wird ab hier «Önz» genannt.
Der Bach fliesst durch das Wynigental, das einst durch den Schmelzwasserabfluss am Rand des eiszeitlichen Rhonegletschers entstand. Das Tal besitzt einen 300 bis 500 Meter breiten, flachen Talboden und ist flankiert von steilen Hängen. Auf seiner Westseite wird es von den abgerundeten, einst eisbedeckten Waldhöhen Ieschberg, Grossholz, Steinenberg und von der Höhe von Steinhof flankiert, auf denen noch heute zahlreiche Findlinge vorhanden sind. Die Steinblöcke bestehen überwiegend aus Gestein aus dem Val de Bagnes im Kanton Wallis. Wegen der vielen Glazialrelikte und der schönen Landschaftsform ist das Gebiet «Steinhof-Steinenberg-Burgäschisee» im Bundesinventar der Landschaften und Naturdenkmäler von nationaler Bedeutung verzeichnet. Zwischen den Bergen bestehen drei Quertäler (früher ebenfalls Schmelzwasserrinnen), die heute jedoch keine Fliessgewässer mehr haben. Östlich des Wynigentals erheben sich die Buchsiberge, die während der letzten Eiszeit nicht oder nur kurz eisbedeckt waren und eine starke Reliefierung mit steilen Hängen und vielen kurzen Seitentälern aufweisen.

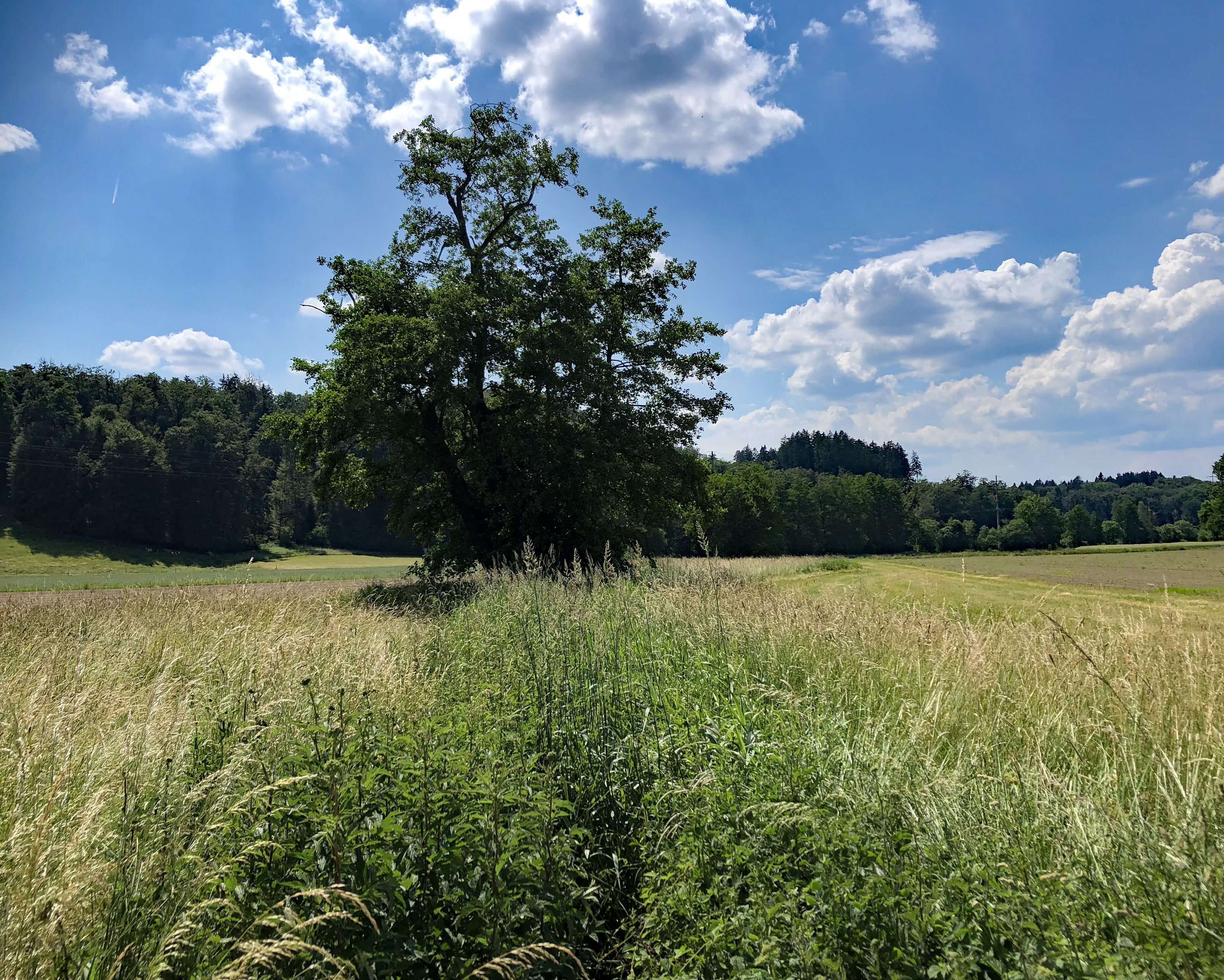
Wässermatten an der Önz

Nördlich von Hermiswil öffnet sich das Tal, und die Önz tritt in eine breite Schotterebene hinaus, die von den Grundmoränen- und Endmoränenwällen des eiszeitlichen Rhonegletschers umrahmt wird. Die Ebene zwischen Bollodingen und Oberönz ist wegen der traditionellen Bewässerungsform als Teil des Landschaftsschutzgebiets «Wässermatten in den Tälern der Langete, der Rot und der Önz» ebenfalls im Bundesinventar der Landschaften und Naturdenkmäler von nationaler Bedeutung aufgeführt.
Etwa auf der Höhe von Herzogenbuchsee beginnt sich die Önz in diese Schotterebene einzutiefen. Bei Oberönz, wo die Hauptstrasse 1 die Önz überquert, und bei Niederönz stehen historische Wassermühlen am Bach. Durch Erosion hat dieser sich im Lauf der Zeit ein 10 bis 20 Meter tiefes und bis zu 200 Meter breites Tal, das so genannte Önztäli, in den Schotterterrassen geschaffen. Bei Wanzwil überquert die Neubaustrecke Mattstetten–Rothrist auf mehreren Brücken mit der Abzweigung der Ausbaustrecke Solothurn–Wanzwil die Önz. Unmittelbar daneben steht der ehemalige, heute nur noch als Baudenkmal erhaltene Önz-Viadukt der früheren Bahnstrecke Solothurn–Herzogenbuchsee. In Wanzwil führt die Hauptstrasse 22 auf einer Steinbrücke aus dem 19. Jahrhundert über den Bach. Auf 415 m ü. M. mündet die Önz bei Graben von rechts in die Aare.

### Einzugsgebiet
Das 87,6 km² grosse Einzugsgebiet der Önz liegt im Schweizer Mittelland und wird über die Aare und den Rhein zur Nordsee entwässert.
Es besteht zu 34,2 % aus bestockter Fläche, zu 56,8 % aus Landwirtschaftsfläche, zu 8,5 % aus Siedlungsfläche und zu 0,4 % aus Gewässerfläche.
Die mittlere Höhe des Einzugsgebietes beträgt 578 m ü. M., die minimale Höhe liegt bei 416 m ü. M. und die maximale Höhe bei 886 m ü. M.

## Hydrologie
Auf der Flussstrecke zwischen Wynigen und der Mündung beträgt das mittlere Gefälle nur gerade 0,67 %. Die Önz ist durch ein pluviales Abflussregime geprägt, wobei sich die mittlere Abflussmenge bei Heimenhausen auf 1,2 m³/s beläuft. Demgegenüber können bei extremen Hochwasserereignissen (insbesondere bei Schneeschmelze in Kombination mit ausgiebigen Regenfällen) Abflüsse bis zu 50 m³/s erreicht werden. Die Önz besitzt nur zwei bedeutende Seitenbäche, nämlich den Mutzbach (mündet bei Riedtwil) und die Altache (mit dem Quellbach Staffelbach; mündet bei Bollodingen). 
Die Wasserqualität des Baches ist durch die intensive landwirtschaftliche Nutzung der Flächen im Einzugsgebiet stark belastet. Insbesondere die Belastung durch Nitrat liegt deutlich über dem Qualitätsziel, während die Ammonium- und Phosphat-Konzentrationen in den letzten Jahren im Rückgang begriffen sind.

## Fauna
In der Önz leben Populationen von Bachforellen, Regenbogenforellen, Äschen, Groppen, Sonnenbarsche, Gründlinge und Nasen sowie das in der Schweiz vom Aussterben bedrohte Bachneunauge.
Seit dem Jahr 2004 ist auch der Biber wieder an der Önz heimisch. Er wanderte von der Aare her kommend die Önz hinauf und siedelte sich dort an. Inzwischen sind seine Spuren bis nach Hermiswil feststellbar.

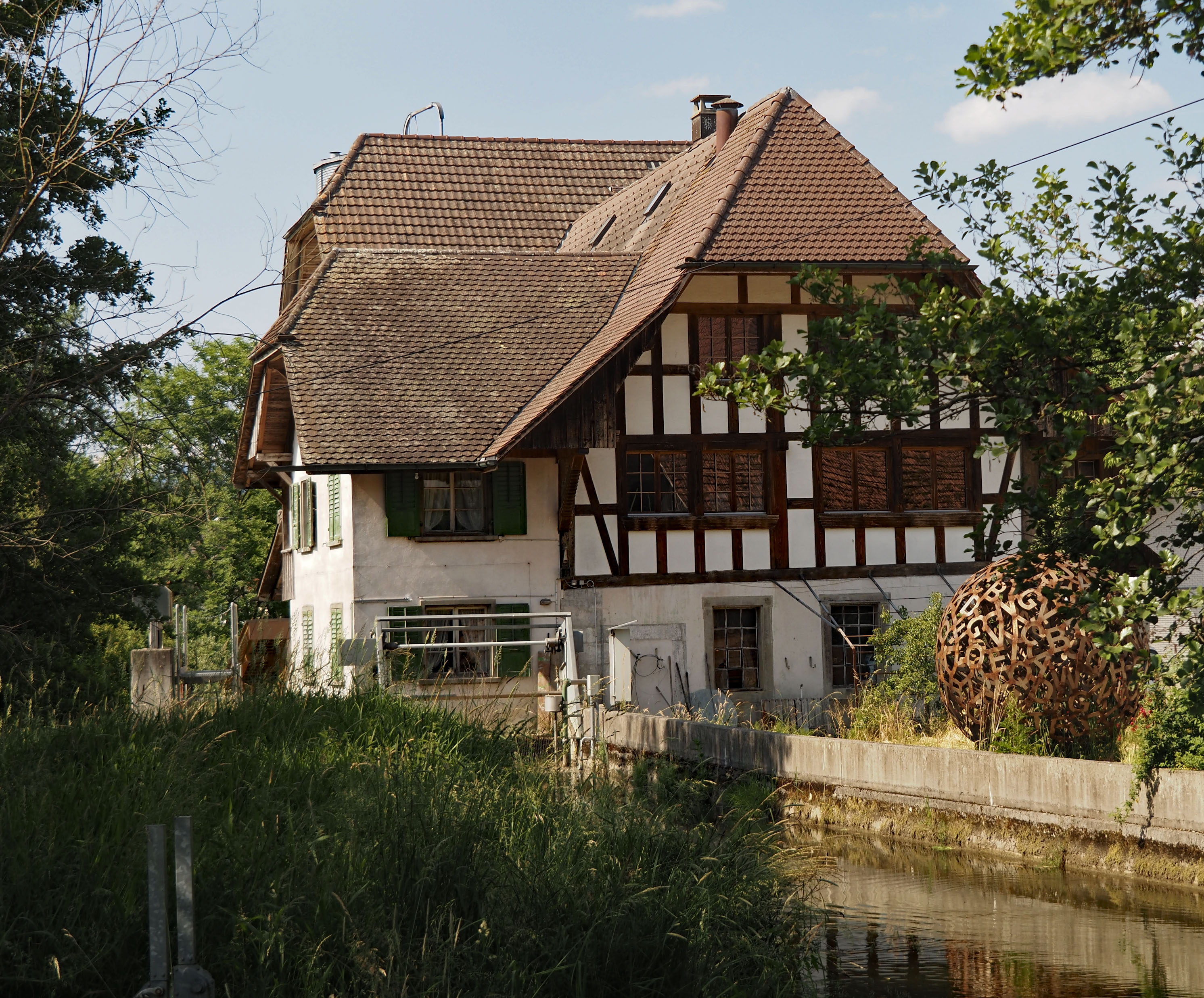
Mühle bei Niederönz

## Geschichte und Nutzung
Schon seit dem Mittelalter wurde die Wasserkraft der Önz an verschiedenen Orten für den Betrieb von Mühlen, Sägereien und von anderen Gewerbebetrieben genutzt. Die Mühle von Oberönz ist ein Kulturgut von nationaler Bedeutung.
Ein erster grosser Eingriff in den Lauf der Önz wurde ab etwa 1850 mit dem Bau der Eisenbahnlinie von Herzogenbuchsee durch das Wynigental nach Burgdorf unternommen. Danach erfolgten verschiedene kleinere Korrekturen, bevor ab 1960 und 1989 zwischen Hermiswil und Wynigen erneut grössere Meliorationen durchgeführt wurden.
Heute ist der Lauf der Önz zwischen Wynigen und Herzogenbuchsee in ein Kanalbett eingezwängt und begradigt, auf einem kurzen Abschnitt bei Wynigen gar eingedolt. Noch in naturnahem, teilweise natürlichem Zustand befinden sich der Chappelenbach und der kurvenreiche Unterlauf im Önztäli, das seit 1983 als Naturschutzgebiet ausgewiesen ist. Der unterste Streckenabschnitt im Bereich der Mündung wurde renaturiert, weitere Revitalisierungsmassnahmen sind in der Projektierungsphase.